# 発動
| ウィキペディアには「発動」という見出しの百科事典記事はありません（タイトルに「発動」を含むページの一覧/「発動」で始まるページの一覧）。 代わりにウィクショナリーのページ「発動」が役に立つかもしれません。 |